# Los amantes de Montparnasse
Los amantes de Montparnasse (en francés: Les Amants de Montparnasse), también conocida como Montparnasse 19, es una película dramática franco-italiana de 1958 que describe el último año de vida del pintor italiano Amedeo Modigliani que trabajó y murió en la pobreza extrema en el barrio de Montparnasse en París, Francia.
Originalmente fue dirigida por Max Ophüls, pero murió de fiebre reumática mientras rodaba unos interiores para la película, apareciendo su nombre en los créditos. Su amigo Jacques Becker se hizo cargo de la película tras la muerte de Ophüls y completó el rodaje.
Hay al menos dos versiones de la película. La versión más larga tiene una duración de casi 2 horas y tiene más escenas protagonizadas por el personaje Léopold Zborowski.

## Reparto
- Gérard Philipe como Amedeo Modigliani.
- Lilli Palmer como Beatrice Hastings.
- Lea Padovani como Rosalie.
- Lino Ventura como Morel.
- Gérard Séty como Léopold Zborowski.
- Arlette Poirier como Lulu.
- Anouk Aimée como Jeanne Hébuterne.
- Lilia Kédrova como Mme. Zborowsky.
- Marianne Oswald como Berthe Weil.
- Judith Magre como La Prostituta.